# Kiszor
Kiszor (hebr. כישור; ang. Kishor; pol. Kądziel) – kibuc położony w Samorządzie Regionu Misgaw, w Dystrykcie Północnym, w Izraelu. Członek Ruchu Kibuców (Ha-Tenu’a ha-Kibbucit).

## Położenie
Kibuc Kiszor jest położony na wysokości 476 metrów n.p.m. w południowo-zachodniej części Górnej Galilei. Leży w paśmie górskim Matlul Curim (do 769 m n.p.m.) wznoszącym się od północy nad Doliną Bet ha-Kerem. Różnica wysokości między dnem doliny a szczytami wzniesień dochodzi do 500 metrów. Pasmo górskie ma formę wysokiej bariery, która biegnie z południowego zachodu na północny wschód. Na zachód od kibucu teren łagodnie opada w stronę wadi strumienia Jasaf, który spływa między wzgórzami Zachodniej Galilei na równinę przybrzeżną Izraela. Na północny wschód od kibucu przebiega głęboka wadi strumienia Bet ha-Emek. W otoczeniu kibucu Kiszor znajdują się miejscowości Dejr al-Asad, Bina, Madżd al-Krum, Julis, Jirka, Januch-Dżat i Kisra-Sumaj, kibuce Tuwal i Pelech, moszaw Lappidot, oraz wsie komunalne Gitta, Lawon i Har Chaluc. Na zachód od kibucu znajduje się baza wojskowa Sił Obronnych Izraela (prawdopodobnie są to magazyny amunicji).

### Podział administracyjny
Kiszor jest położony w Samorządzie Regionu Misgaw, w Poddystrykcie Akka, w Dystrykcie Północnym Izraela.

## Historia
Kibuc został założony w 1976 roku w ramach rządowego projektu Perspektywy Galilei, którego celem było wzmocnienie pozycji demograficznej społeczności żydowskiej na północy kraju. Pierwotnie była to paramilitarna placówka będąca częścią programu Nachal, w którym mieszkańcy osiedli łączyli pracę rolniczą ze służbą wojskową. W 1980 roku osada została przekształcona w cywilny kibuc. Nie zdołano jednak utrzymać jego mieszkańców, którzy w większości wyjechali (pozostały zaledwie 4 osoby). W 1993 roku doszło do pierwszej transformacji osady, kiedy zaczęli osiedlać się tutaj członkowie lewicowego ruchu politycznego Pokój Teraz. W 2001 roku zmieniono profil działalności kibucu z rolniczej na edukację osób niepełnosprawnych.

### Nazwa
Nazwa kibucu wywodzi się z biblijnego wersetu, i jest tłumaczona na język polski jako Kądziel. Według niektórych jest to także hebrajski odpowiednik nazwy sąsiedniej druzyjskiej miejscowości Kisra.

## Edukacja
Kibuc utrzymuje przedszkole. Starsze dzieci są dowożone do szkoły podstawowej we wsi Gilon. W kibucu prowadzone są szkolenia z zakresu rolnictwa ekologicznego. W przyszłości planuje się budowę w kibucu szkoły pielęgniarskiej.

## Gospodarka
Gospodarka kibucu opiera się na rolnictwie ekologicznym – organiczny ogród warzywny, piekarnia, organiczna hodowla kóz i produkcja serów. Jest także stadnina koni oraz schronisko dla psów. Przy kibucu jest położona winnica. Z przemysłu jest zakład PastelToys produkujący zabawki. Wielu mieszkańców utrzymuje się z usług w lokalnych instytucjach pomocy społecznej, które mają podpisane kontrakty z Ministerstwem Spraw Społecznych oraz komisją rehabilitacji przy Ministerstwie Zdrowia.

## Transport
Z kibucu wyjeżdża się na północny wschód na drogę nr 8544, którą jadąc na południe dojeżdża się do skrzyżowania z drogą nr 8534 (prowadzi na południowy wschód do miejscowości Dejr al-Asad) i dalej do kibuców Tuwal i Pelech, lub jadąc na północny wschód dojeżdża się do skrzyżowania z drogą nr 854. Droga nr 854 umożliwia dojechanie na wschód do wsi Lawon lub na północ do moszawu Lappidot. Droga nr 8533 prowadzi na zachód do miejscowości Jirka.